# Dendropanax compactus
Dendropanax compactus är en araliaväxtart som beskrevs av Lundell. Dendropanax compactus ingår i släktet Dendropanax och familjen Araliaceae. Inga underarter finns listade.